# Cabo Verde
Cabo Verde, oficialmente República de Cabo Verde, é um país insular localizado em um arquipélago no Oceano Atlântico central, consistindo de dez ilhas vulcânicas com uma área de terra combinada de cerca de 4 033 km². Essas ilhas ficam entre 600 e 850 km a oeste da península senegalesa do Cabo Verde, situada no ponto mais ocidental da África continental. As ilhas de Cabo Verde fazem parte da ecorregião da Macaronésia, juntamente com os Açores, as Ilhas Canárias, a Madeira e as Ilhas Selvagens.
O arquipélago de Cabo Verde ficou desabitado até ao século XV, altura em que exploradores portugueses descobriram e colonizaram as ilhas, estabelecendo assim o primeiro povoamento europeu nos trópicos. Uma vez que as ilhas de Cabo Verde estavam localizadas em uma localização conveniente para desempenhar um papel no comércio de pessoas escravizadas no Atlântico, Cabo Verde tornou-se economicamente próspero durante os séculos XVI e XVII, atraindo mercadores, corsários e piratas. O arquipélago declinou economicamente no século XIX devido à supressão do comércio de pessoas escravizadas no Atlântico, e muitos de seus habitantes emigraram durante esse período. No entanto, a economia cabo-verdiana se recuperou gradualmente, tornando-se um importante centro comercial e um ponto de escala útil ao longo das principais rotas de navegação. Em 1951, Cabo Verde foi incorporado como departamento ultramarino de Portugal, mas os seus habitantes continuaram a campanha pela independência, que alcançaram em 1975.
Desde o início da década de 1990, Cabo Verde tem sido uma democracia representativa estável e continua a ser um dos países mais desenvolvidos e democráticos de África. Na falta de recursos naturais, sua economia em desenvolvimento é principalmente orientada para os serviços, com um foco crescente no turismo e no investimento estrangeiro. Sua população de cerca de 550 000 habitantes (em meados de 2019) é maioritariamente miscigenada de africanos e europeus, e predominantemente católica romana. Existe uma comunidade considerável da diáspora cabo-verdiana em todo o mundo, especialmente nos Estados Unidos e em Portugal, com um número consideravelmente superior de habitantes nas ilhas. Cabo Verde é um estado membro da União Africana, das Nações Unidas e um membro-fundador da Comunidade dos Países de Língua Portuguesa.

## Etimologia
O nome do país provém do vizinho Cabo Verde, na costa senegalesa, avistado por exploradores portugueses em 1444, alguns anos antes de as ilhas serem descobertas. Em 24 de outubro de 2013, foi anunciado nas Nações Unidas que o nome oficial não deveria mais ser traduzido para outras línguas. Em vez de traduções de "Cabo Verde" em diversas línguas, a designação em português está a ser usada para fins oficiais, como na Organização das Nações Unidas (ONU).

## História

### Colonização europeia

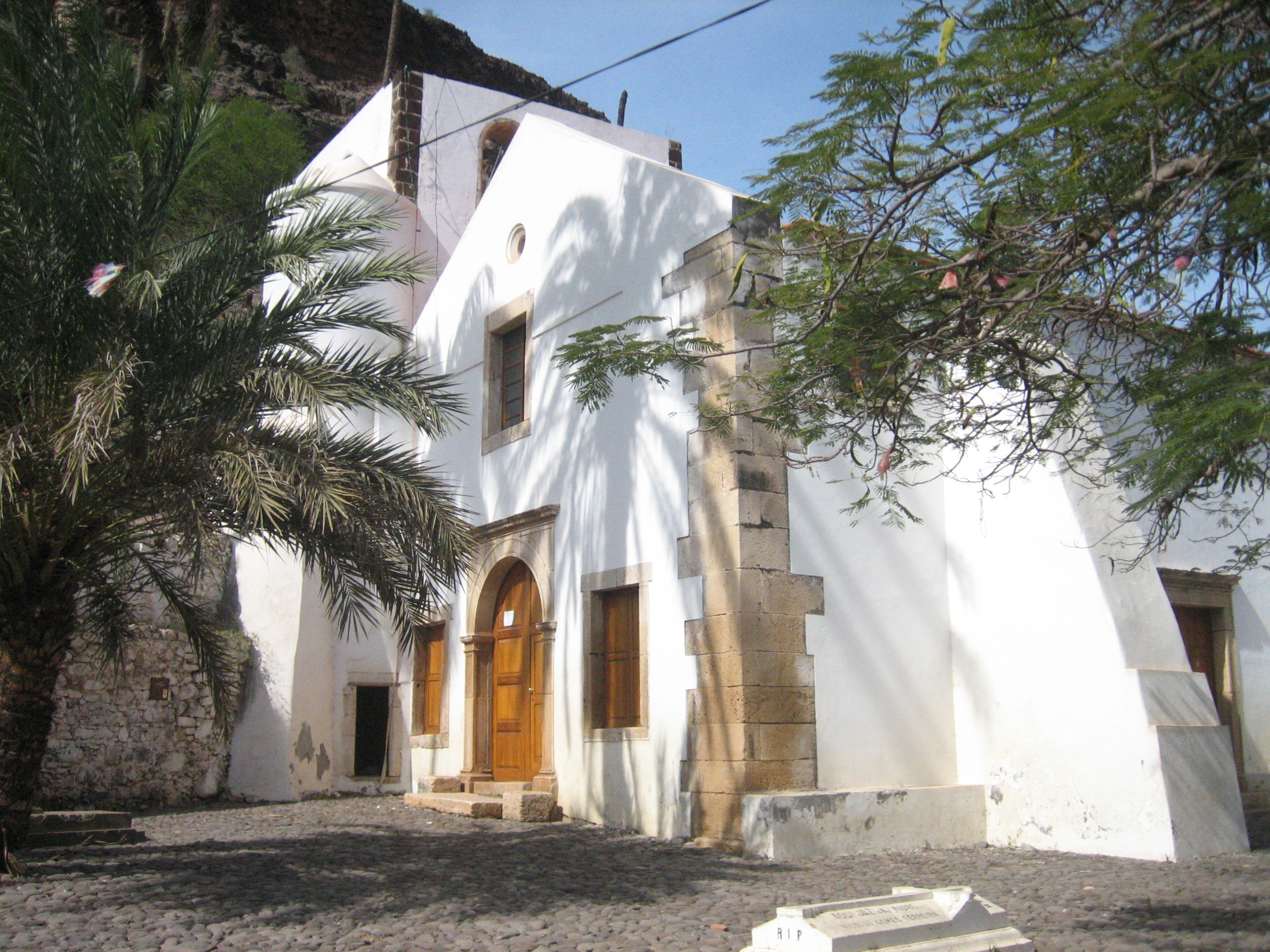
Igreja Nossa Senhora do Rosário, construída em 1495, a mais antiga igreja colonial do mundo, na Cidade Velha, na Ilha de Santiago

A história refere que a descoberta de Cabo Verde se deu no século XV, mais precisamente em 1460. A colonização portuguesa começou logo após a sua descoberta, sendo as primeiras ilhas a serem povoadas as de Santiago e Fogo. Para incentivar a colonização, a corte portuguesa estabeleceu uma carta de privilégios aos moradores de Santiago relativa ao comércio de pessoas escravizadas na Costa da Guiné. Na Ribeira Grande, na ilha de Santiago, estabeleceu-se a primeira feitoria, que serviu ponto de escala para os navios portugueses e para o tráfego e comércio de pessoas escravizadas, que começava a crescer por essa época. Mais tarde, com a abolição da escravatura, o país começou a dar sinais de fragilidade e entrou em decadência, revelando uma economia pobre e de subsistência.
No século XX, a partir da década de 50, começam a surgir os movimentos independentistas no continente africano. Cabo Verde vinculou-se à luta pela libertação da Guiné-Bissau, lutando contra o colonialismo português e promovendo marchas pela independência em todo o país.
A posição estratégica das ilhas nas rotas que ligavam Portugal ao Brasil e ao resto da África contribuiu para o facto de essas serem utilizadas como entreposto comercial e de aprovisionamento. Abolido o tráfico de escravos em 1876, o interesse comercial do arquipélago para a metrópole portuguesa decresceu, só voltando a ter importância a partir da segunda metade do século XX. No entanto, a partir de então, já haviam sido criadas as condições para o Cabo Verde independente de hoje: europeus e africanos uniram-se numa simbiose, criando um povo de características próprias.
Durante a colonização portuguesa, as secas crónicas devidas à desflorestação levaram a fomes regulares, sem que a colónia recebesse qualquer ajuda alimentar. Entre 1941 e 1948, 50 000 pessoas morreram, ou seja, mais de um terço da população, enquanto as autoridades portuguesas permaneceram indiferentes.

### O processo de independência
As origens históricas nacionais da independência de Cabo Verde podem ser localizadas no final do século XIX e no início do século XX. Foi um processo gradual. Surgiu como uma tentativa de solução para as reivindicações da elite crioula de então, que protestava contra o desleixo e a negligência da metrópole portuguesa em relação ao que se passava em Cabo Verde.
Com o processo de formação nacional, muito cedo a máquina administrativa foi sendo assegurada pelos nascidos em Cabo Verde, ou pelos que já tinham grande identificação com a colónia, com excepção aos cargos elevados como governadores, chefes militares etc., ainda reservados aos representantes da soberania de Portugal. Esta "autossuficiência" administrativa de Cabo Verde estava associada a uma escolarização relativamente desenvolvida e à existência de uma imprensa mais ou menos dinâmica introduzida por Portugal, que contribuíram para o surgimento de uma elite intelectual e burocrática. Esta começou, no século XX, a discutir cada vez mais a questão da independência, gerando um clima de atrito com os representantes da metrópole. Os leitores que acompanhavam a imprensa oficial entendiam que se devia lutar pela independência ou, pelo menos, por uma autonomia honrosa.
O processo de independência Cabo-Verdiana esteve sempre ligada a Guiné-Bissau, na altura também uma colónia Portuguesa. Em 1956, partidários pela independência de ambos os países formaram o Partido Africano para a Independência da Guiné e Cabo Verde (PAIGC), estando entre os fundadores vários Cabo-Verdianos radicados em Guiné-Bissau, tais como Amílcar Cabral (líder do movimento até à sua morte em 1973) Aristides Pereira, e Luís Cabral. O PAIGC tinha como objectivo a lutar contra o que chamavam de "deplorável política ultramarina portuguesa", e eventualmente unir as duas colónias num único sistema político. Ao contrário do que aconteceu em Guiné-Bissau, nunca foram realizadas atividades de guerrilha no território de Cabo Verde. Apesar de o PAIGC ter organizado uma estrutura clandestina nas ilhas, problemas de logística, controlo apertado da PIDE, uma seca prolongada, e a falha do previsto apoio Cubano tornaram impossível uma maior presença do movimento em Cabo Verde.
Com o fim do regime político do Estado Novo em Portugal a 25 de Abril de 1974, foi criada em Cabo Verde a Frente Ampla Nacional e Anticolonial, tendo como objectivo unir os diferentes nacionalistas Cabo-Verdianos numa única organização. Ao mesmo tempo, ocorreram manifestações pela libertação de prisioneiros políticos encarcerados no campo de concentração do Tarrafal, e o PAIGC começou a enviar os primeiros guerrilheiros para as ilhas.
A 26 de Agosto de 1974 foi assinado o Acordo de Argel, que reconheceu formalmente a independência de Guiné-Bissau e “o direito do povo de Cabo Verde à autodeterminação e independência”. A 14 de Setembro desse mesmo ano o Presidente da República Portuguesa, António de Spínola, visitou Cabo Verde, tendo sido recebido por manifestações da população (incitada pelo PAIGC) a exigir uma resolução rápida para o problema da independência.
No entanto, Portugal ainda hesitava em entregar poder ao PAIGC devido a vários motivos: a percepção por Spínola e outros políticos (como Mário Soares, que preferia autonomia administrativa semelhante a Açores e Madeira, em vez de independência) de que Cabo Verde era culturalmente mais similar a Portugal do que a Guiné-Bissau, a falta de consenso sobre o PAIGC entre a população Cabo-Verdiana, e a viabilidade económica do novo estado que atravessava uma seca de 7 anos e era muito dependente de Portugal. Além disso, no contexto da Guerra Fria, a posição geoestratégica de Cabo Verde teria grande interesse para os Estados Unidos, que se poderia opor à independência, visto que o PAIGC era aliado à União Soviética. Em resposta o PAIGC tomou uma posição mais agressiva, tendo havido confrontos entre apoiantes do PAIGC e elementos das forças armadas Portuguesas, a PSP, e a Polícia Militar, e tendo sido realizada uma greve da função pública com forte adesão. Ao mesmo tempo, o PAIGC começou a preparar uma possível ação armada no arquipélago (até à demissão de António de Spínola, que levou a uma alteração desses planos).
A 19 de Dezembro de 1974 foi assinado um acordo entre o governo Português e o PAIGC que afirmava “o direito do Povo de Cabo Verde à autodeterminação e independência” (artigo 1º), e previa que um governo de transição seria nomeado até à efectivação de independência. Esse governo de transição, liderado pelo Alto-Comissário Almirante Vicente Almeida d’Eça, e composto por elementos apontados pelo PAIGC, tomou posse 12 dias mais tarde. Foi função deste governo começar a lidar com os muitos problemas do país, incluindo a seca, a falta de bens alimentares, o desemprego generalizado, as dificuldades de financiamento, e o regresso de emigrantes vindos de Angola.
A independência foi finalmente declarada na cidade de Praia a 5 de Julho de 1975, tendo o PAIGC (e o seu sucessor PAICV) estabelecido um sistema de partido único que governou as ilhas até 1990, quando as primeiras eleições multipartido foram realizadas, e o artigo que considerada o PAICV como a única força política foi removido da Constituição.
Quando obteve a independência em 1975, o arquipélago de Cabo Verde herdou uma situação económica difícil, resultante de vários anos de seca e de vários séculos de estagnação económica sob o domínio colonial português. A agricultura do território só pode cobrir uma pequena parte das suas necessidades alimentares, menos de 10%. A balança comercial é profundamente deficitária, cerca de 93%, e os cofres do Estado estão vazios.
A chegada ao poder do Movimento para a Democracia (MPD, centro-direita) em 1991 acelerou significativamente a transição para uma economia de mercado (iniciada nos anos 80). O governo lançou um programa de privatização do qual beneficiaram investidores portugueses (bancos, centrais eléctricas, estações de serviço, etc.). Portugal recuperou assim o que tinha perdido com a descolonização.
Cabo Verde produz pouco: os seus recursos minerais são quase inexistentes, sofre de seca crónica e a produção agrícola cobre apenas 10% das suas necessidades.

## Geografia
Cabo Verde é um arquipélago localizado ao largo da costa da África Ocidental. As ilhas vulcânicas que o compõem são pequenas e montanhosas. Existe um vulcão activo, na ilha do Fogo, que é igualmente o ponto mais elevado do arquipélago, com 2829 m. O país é constituído por 10 ilhas, das quais 9 habitadas, e vários ilhéus desabitados, divididos em dois grupos:
- Ao norte, as ilhas de Barlavento. Relacionando de oeste para leste: Santo Antão, São Vicente, Santa Luzia (desabitada), São Nicolau, Sal e Boa Vista. Pertencem ainda ao grupo de Barlavento os ilhéus desabitados de Branco e Raso, situados entre Santa Luzia e São Nicolau, o ilhéu dos Pássaros, em frente à cidade de Mindelo, na ilha de São Vicente e os ilhéus Rabo de Junco, na costa da ilha do Sal e os ilhéus de Sal Rei e do Baluarte, na costa da ilha de Boa Vista;
- Ao sul, as ilhas de Sotavento. Enumerando de leste para oeste: Maio, Santiago, Fogo e Brava. O ilhéu de Santa Maria, em frente à cidade de Praia, na Ilha de Santiago; os ilhéus Grande, Rombo, Baixo, de Cima, do Rei, Luís Carneiro e o ilhéu Sapado, situados a cerca de 8 km da ilha Brava e o ilhéu da Areia, junto à costa dessa mesma ilha.

As maiores ilhas são a de Santiago, a sudeste, onde se situa Praia, a capital do país, e a ilha de Santo Antão, no extremo noroeste. Praia é também o principal aglomerado populacional do arquipélago, seguida por Mindelo, na ilha de São Vicente.

### Geologia
Geologicamente, as ilhas, que cobrem uma área total de pouco mais de 4 033 km2, são compostas principalmente de rochas ígneas, com estruturas vulcânicas e detritos piroclásticos que compõem a maior parte do volume total do arquipélago. As rochas vulcânicas e plutônicas são distintamente básicas; o arquipélago é uma província petrográfica de soda-alcalina, com uma sucessão petrológica que é semelhante à encontrada em outras ilhas da Macaronésia.

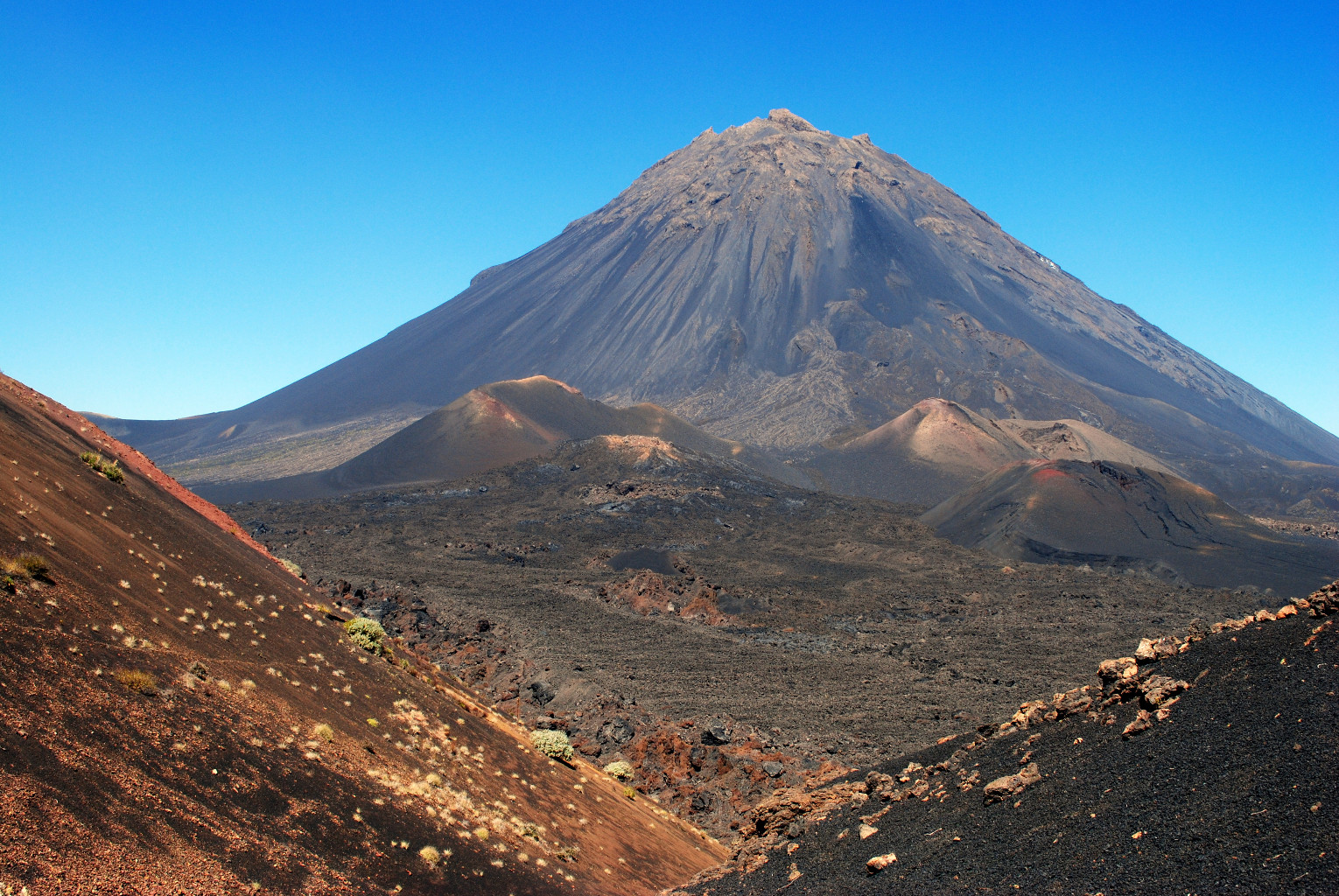
Pico do Fogo, o ponto mais elevado do arquipélago, com 2 829 m, na Ilha do Fogo

Anomalias magnéticas identificadas nas imediações do arquipélago indicam que as estruturas que formam as ilhas datam de 125–150 milhões de anos: as próprias ilhas datam de 8 milhões (no oeste) e 20 milhões de anos (no leste). A origem vulcânica das ilhas tem sido atribuída a um ponto quente, associado com o inchamento batimétrico que formou Cabo Verde. A ascensão é uma das maiores protuberâncias em oceanos do mundo, subindo 2,2 km em uma região semicircular de 1 200 km2, associado a um aumento do fluxo de calor na superfície do geoide.
O Pico do Fogo é o maior vulcão ativo na região e sua última erupção foi em Novembro de 2014. Tem uma caldeira 8 km de diâmetro, cuja bordeira tem 1 600 m de altitude e um cone interior que sobe para 2 829 m acima do nível do mar. A caldeira resultou de subsidência, após a evacuação parcial (erupção) da câmara de magma, ao longo de uma coluna cilíndrica dentro da câmara de magma (a uma profundidade de 8 km).
Extensas salinas são encontradas em Sal e Maio. Em Santiago, Santo Antão e São Nicolau, encostas áridas cederam lugar a canaviais ou plantações de banana espalhadas ao longo da base de montanhas imponentes. Penhascos em direção ao oceano foram formados por avalanches catastróficas de detritos.
No entanto, de acordo com o presidente de Nauru, Cabo Verde foi classificado como a oitava nação mais em risco devido a inundações por conta das mudanças climáticas causadas pelo aquecimento global.

### Clima

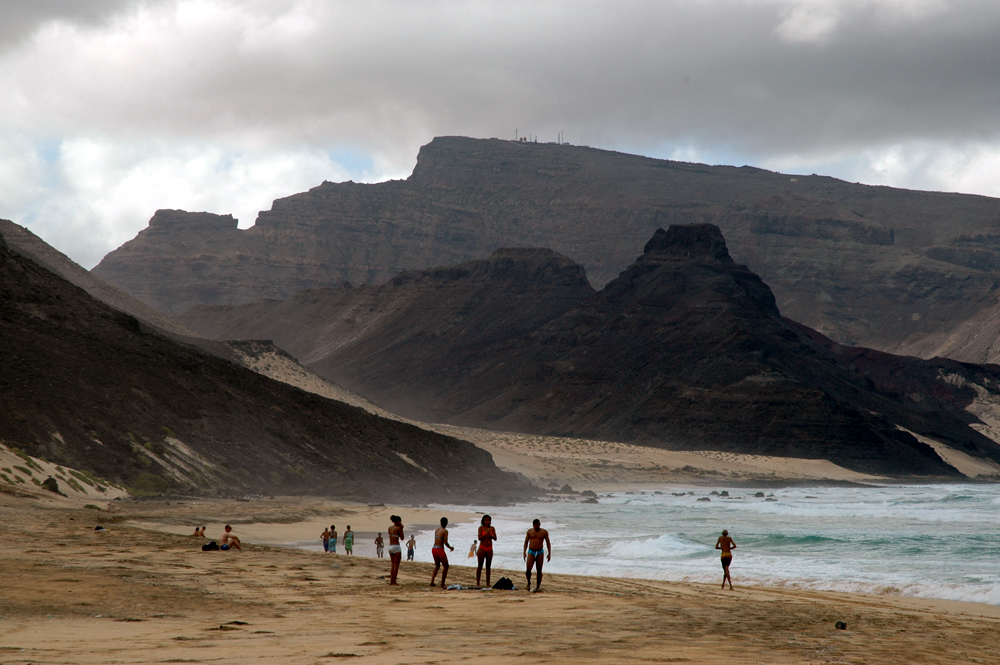
Praia Grande, Calhau São Vicente

O arquipélago de Cabo Verde está localizado na zona subsaheliana, com um clima árido ou semiárido. A Corrente das Canárias modera a temperatura. A média anual raramente é superior a 25 °C e não desce abaixo dos 20 °C. A temperatura da água do mar varia entre 21 °C em fevereiro e 25 °C em setembro. As estações do ano são fundamentalmente duas: "as-águas" e "as-secas" ou "tempo das brisas".
A estação chuvosa, de agosto a outubro, é muito irregular e geralmente com escassa pluviosidade, em especial nas ilhas de São Vicente e Sal, onde tem havido vários anos seguidos sem chuva. As ilhas mais acidentadas, como Santo Antão, Santiago e Fogo, beneficiam de maior pluviosidade.
A estação mais seca, de dezembro a julho, é caracterizada por ventos constantes. A chamada "bruma seca", trazida pelo vento harmatão das areias do Saara, chega a provocar a interrupção dos serviços nos aeroportos.

Geografia de Cabo Verde
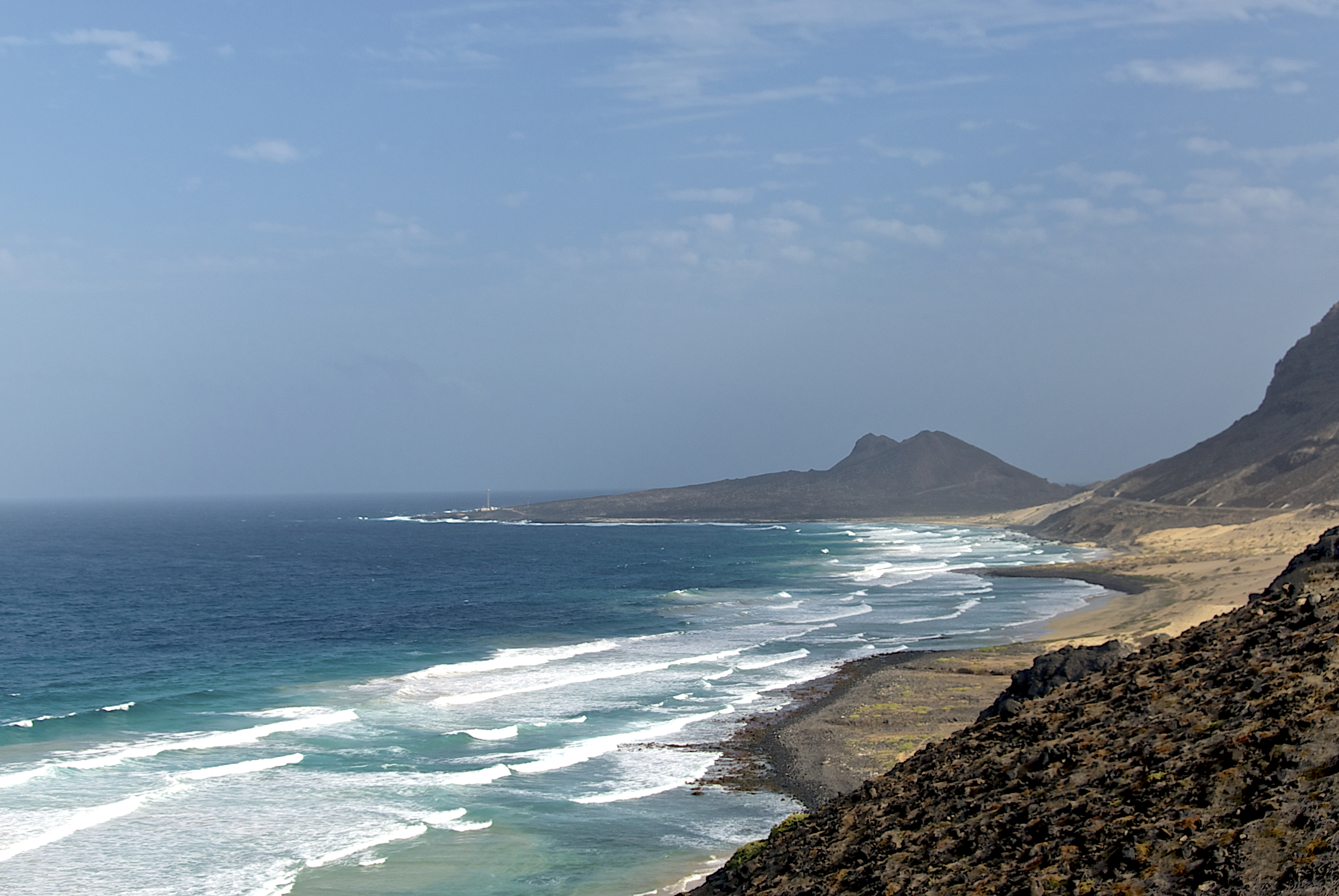
Praia de Calhau, com o Monte Verde ao fundo, na ilha de São Vicente
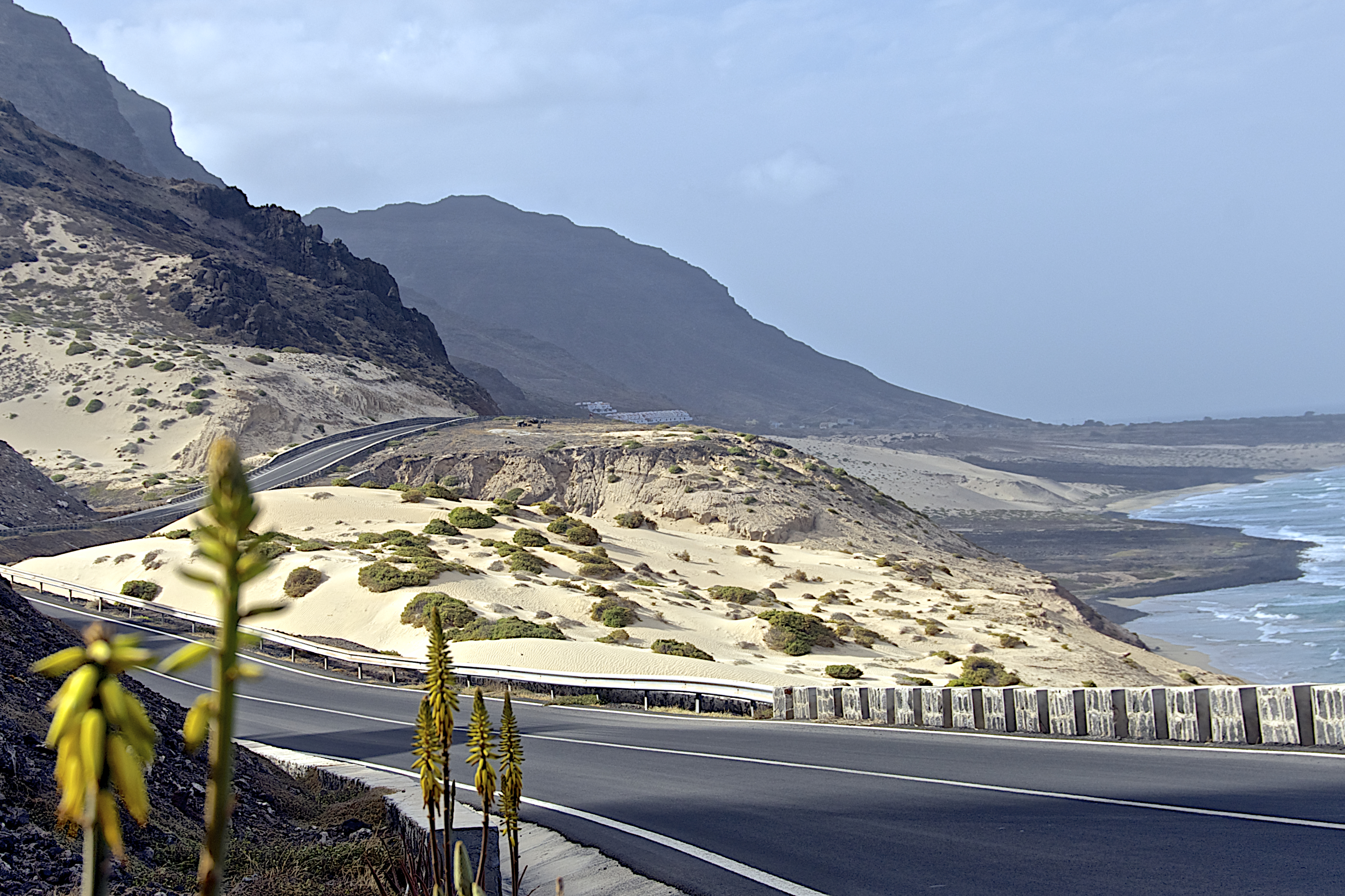
Estrada Baía das Gatas
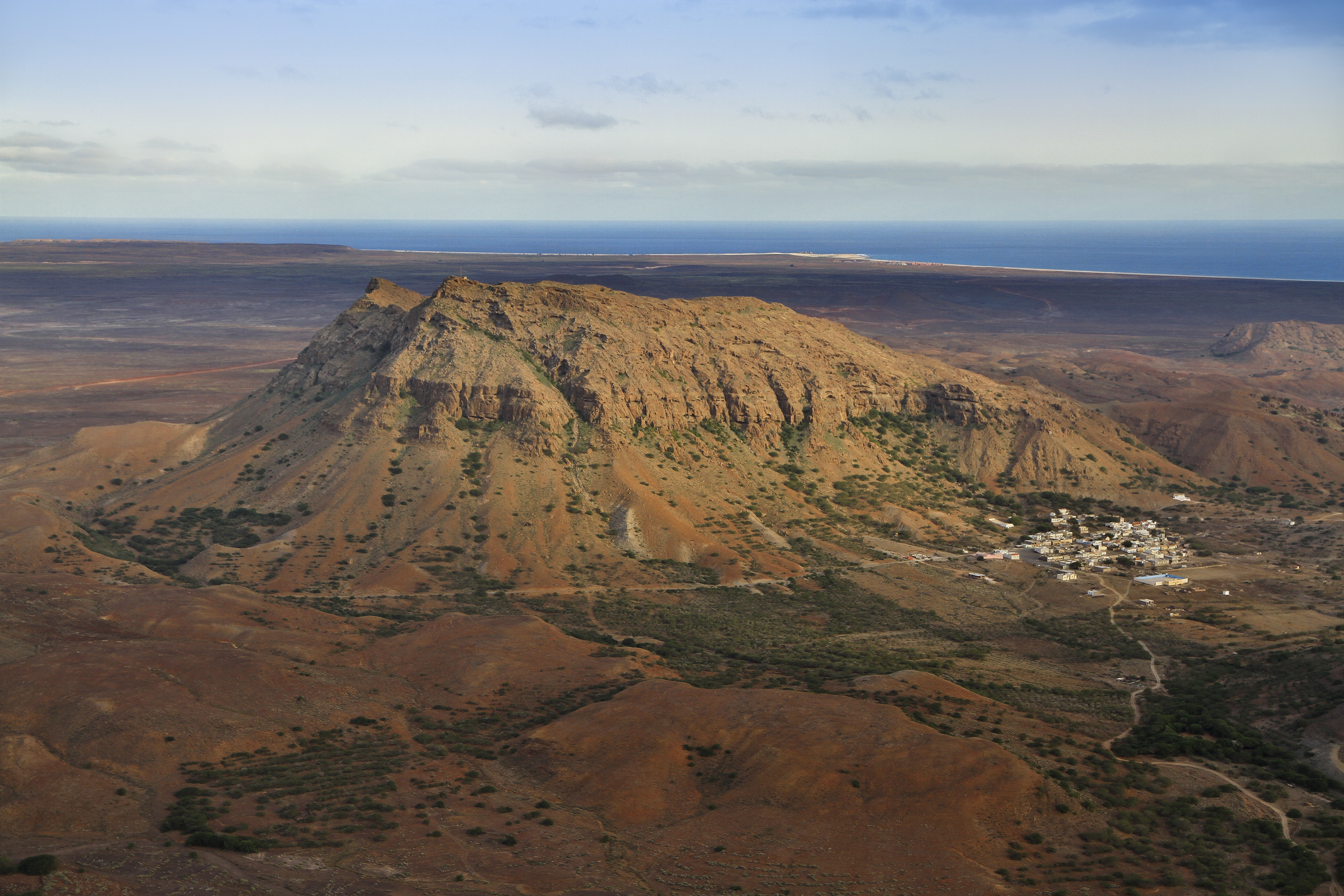
Rocha Estância, em Boa Vista
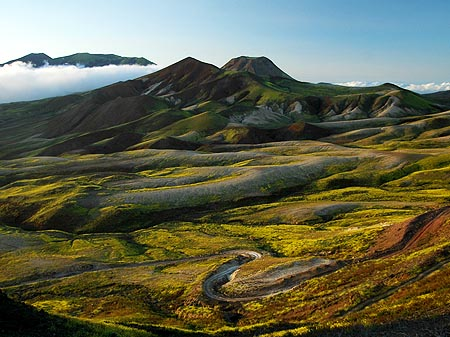
Ilha de Santo Antão
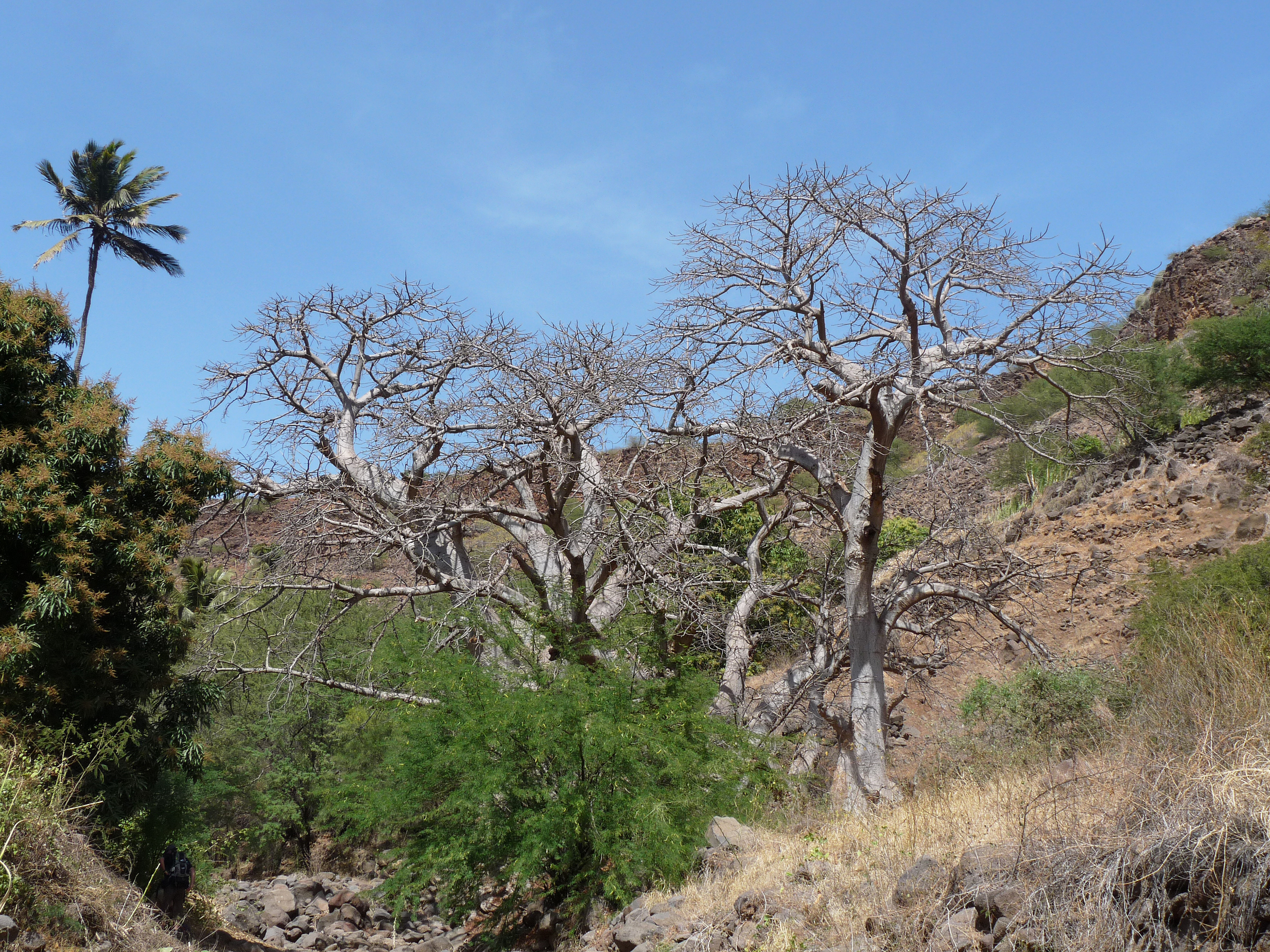
Ribeira Grande em Santiago

## Demografia
Os cabo-verdianos são descendentes de africanos (livres ou escravos) e de europeus de várias proveniências, na sua maioria portugueses, mas também italianos, franceses ou espanhóis, dentre outros povos europeus. Há também cabo-verdianos que têm antepassados judaicos vindos do Norte África principalmente nas ilhas de Boa Vista, Santiago e Santo Antão. Grande parte dos cabo-verdianos emigrou para o estrangeiro, principalmente para os Estados Unidos, Portugal e França, de modo que há mais cabo-verdianos a residir no estrangeiro que no próprio país.
É marcadamente jovem na sua estrutura etária, com 40% dos efetivos entre os 0 e 14 anos (estimativa 2005) e apenas 6% acima dos 65 anos. A média de idades da população cabo-verdiana ronda os 24 anos. A esperança média de vida, que, em 1975, rondava os 63 anos, atingiu, em 2003, os 71 anos (67 para homens; 75 para as mulheres). A taxa de mortalidade infantil, que, em 1975, rondava os 110‰, representava, em 2004, um valor de 20‰ em 1990; 26‰ em 2000), um valor inferior às taxas de outros países de categoria de rendimento semelhante.
A taxa de crescimento da população, dependente dos fluxos migratórios, situou-se, no decénio 1990–2000 (data do último censo populacional), em cerca de 2,4%, valor que se manteve constante até 2005. De aí em diante, prevê-se que a mesma estabilize em torno do 1,9%. Os agregados familiares, em 2006, eram constituídos, em média, por 4,9 membros (5 no meio rural e 4,5 no meio urbano).
Ao contrário dos países do continente africano, não há etnias em Cabo Verde. Em contrapartida, a trajetória histórica do país incluiu, desde o início, um processo de formação de classes sociais. Neste momento, pode constatar-se a ausência de uma "burguesia", mas a existência de vários tipos de "pequena burguesia", numericamente significativos. A maioria da população é, no entanto, constituída pelo campesinato e algum operariado.

### Religião

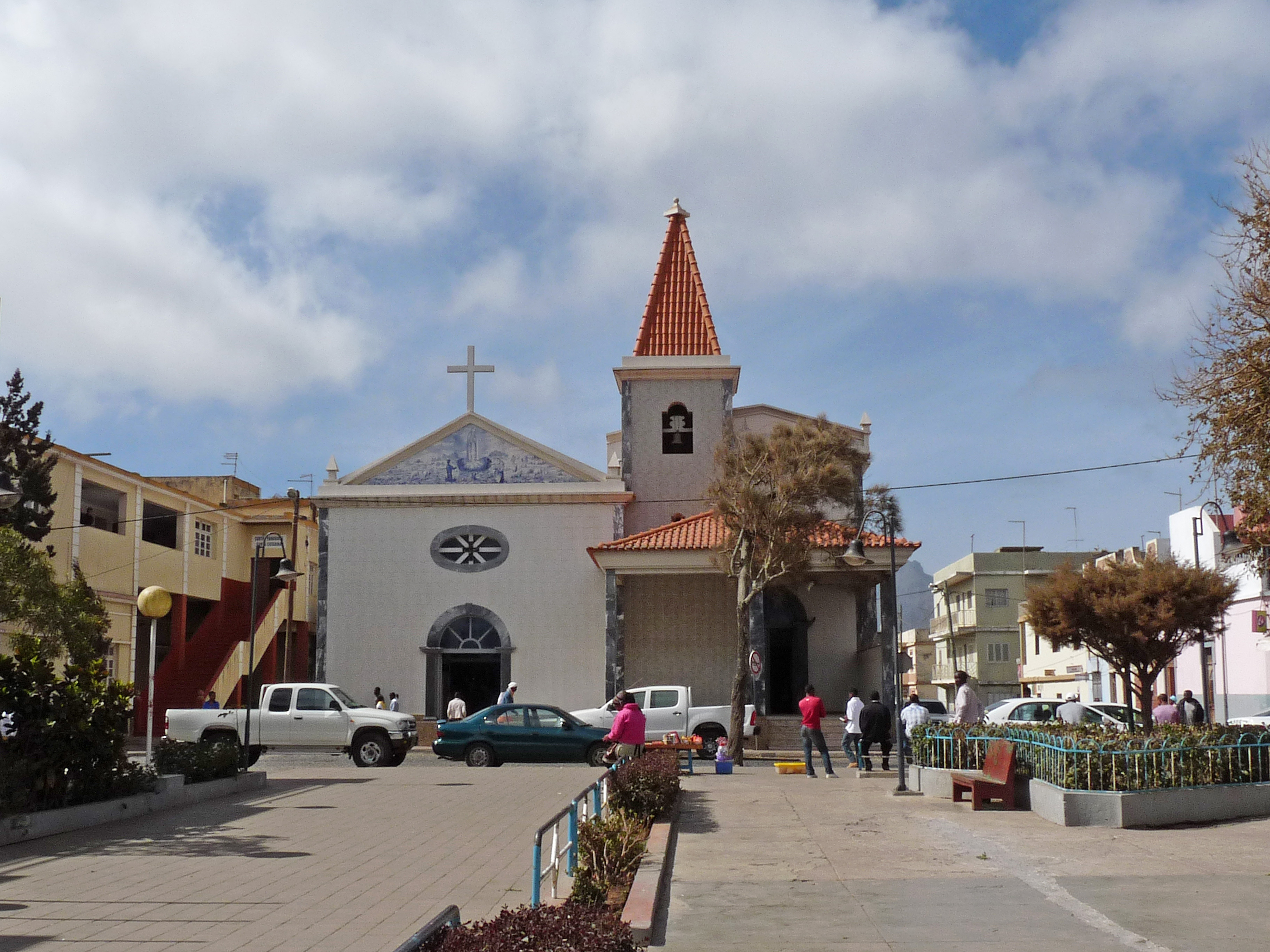
Igreja de Nossa Senhora de Fátima em Assomada.

Os cabo-verdianos são, na sua maioria, cristãos, com os católicos representando 72,5% da população religiosa. Outras denominações cristãs também estão implantadas em Cabo Verde, com destaque para os protestantes da Igreja do Nazareno e da Igreja Adventista do Sétimo Dia, assim como a Igreja de Jesus Cristo dos Santos dos Últimos Dias (Mórmons), a Congregação Cristã em Cabo Verde, Assembleia de Deus, Testemunhas de Jeová e outros grupos pentecostais e adventistas.
Há minorias compostas por muçulmanos, judeus e da Fé Bahá'í. A liberdade de religião é garantida pela Constituição e respeitada pelo governo. Há boas relações entre as diversas confissões religiosas.

### Língua
A língua oficial é o português, usado nas escolas, na administração pública, na imprensa e nas publicações. A língua nacional de Cabo Verde, a língua do povo, é o crioulo cabo-verdiano (o criol ou kriolu). Cabo Verde é formado por dez ilhas e cada ilha tem a sua variante do crioulo (menos Santa Luzia pois não é habitada). O crioulo está oficialmente em processo de criação duma norma e discute-se a sua adoção como segunda língua oficial, ao lado do português.
- Cabo Verde é membro da Comunidade dos Países de Língua Portuguesa.
- Cabo Verde é país-sede de um organismo da Comunidade dos Países de Língua Portuguesa, o Instituto Internacional da Língua Portuguesa.[27]
- O francês e o inglês são leccionados no ensino secundário.
- Cabo Verde é membro da Organização Internacional da Francofonia desde 1996. O país conta com mais de 10% de francófonos segundo esta organização.[28]
- Existe uma comunidade de imigrantes senegaleses, especialmente na ilha do Sal, que fala também francês.
- Nos últimos anos, constituiu-se, principalmente na cidade da Praia, uma comunidade de imigrantes nigerianos que fala inglês.

## Governo e política

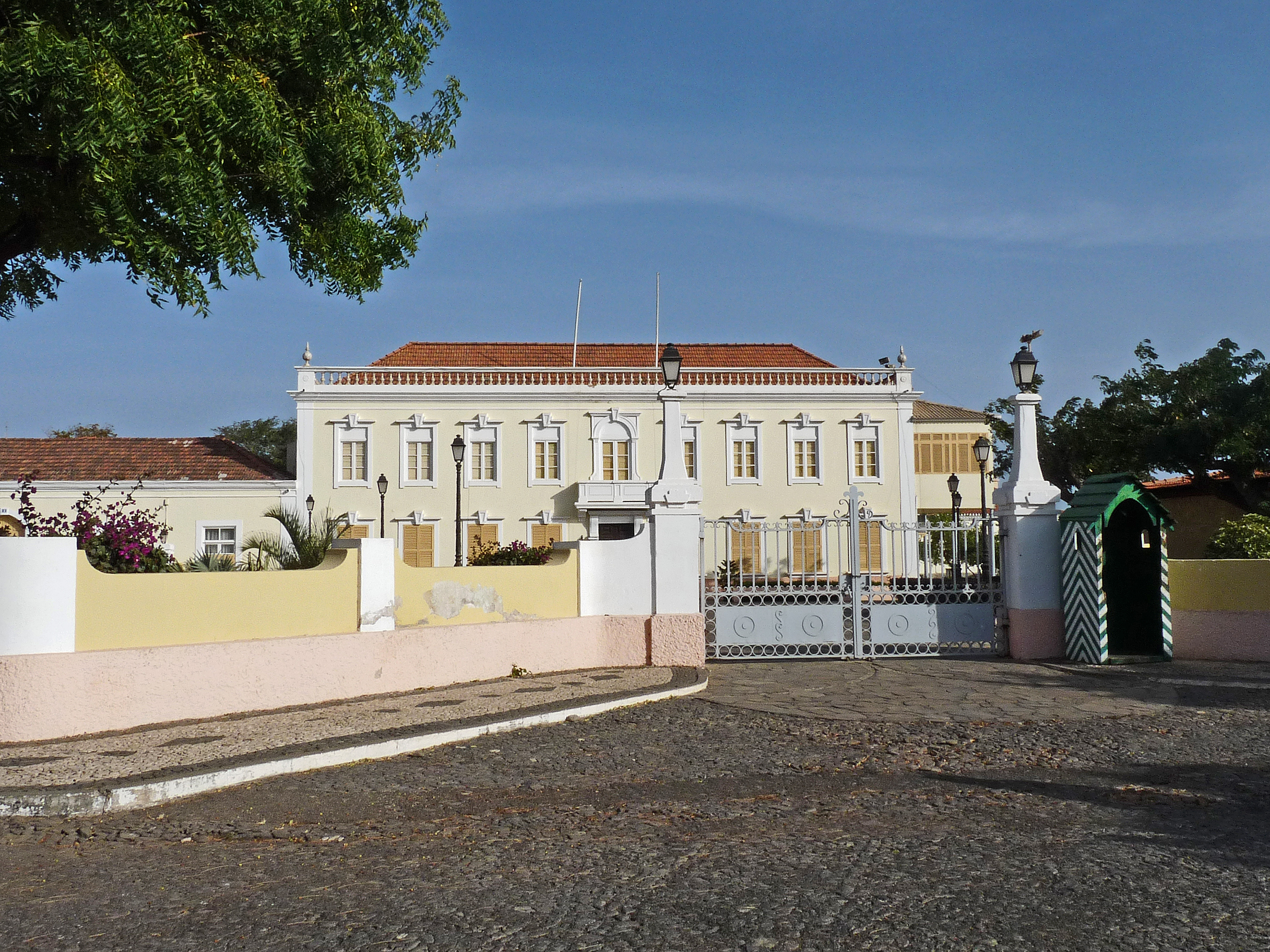
Palácio Presidencial de Cabo Verde, Praia.

Cabo Verde é uma república semipresidencialista, no quadro de uma democracia representativa. Trata-se de uma das nações mais democráticas do mundo, ocupando o 26.º do mundo, de acordo com o Índice de Democracia de 2012.
A constituição nacional — adoptada em 1980 e revista em 1992, 1995 e 1999 — define os princípios básicos de funcionamento do governo. O presidente é o chefe de estado e é eleito por voto popular para um mandato de 5 anos. O primeiro-ministro é o chefe de governo e propõe outros ministros e secretários de estado. O primeiro-ministro nomeado pelo presidente e sujeito a aprovação da Assembleia Nacional, cujos membros são eleitos por voto popular para mandatos de cinco anos. Existem três partidos que têm assento na Assembleia Nacional: Movimento para a Democracia (38), Partido Africano da Independência de Cabo Verde (30) e União Caboverdiana Independente e Democrática (4).
O sistema judicial é composto por um juiz do Supremo Tribunal de Justiça (cujos membros são nomeados pelo Presidente da República, pela Assembleia Nacional e pelo Conselho da Magistratura), além dos tribunais regionais. Há tribunais separados para julgar casos civis, constitucionais e penais.

### Relações internacionais
Cabo Verde segue uma política de não alinhamento e mantém relações de cooperação com todos os Estados. Angola, Brasil, China, Cuba, França, Alemanha, Portugal, Espanha, Senegal, Rússia, Luxemburgo e Estados Unidos mantêm embaixadas na Praia. O país está activamente interessado nos assuntos externos, especialmente em África.
O governo cabo-verdiano mantém relações bilaterais com alguns países lusófonos e mantém uma participação em diversas organizações internacionais, incluindo a Comunidade dos Países de Língua Portuguesa, que Cabo Verde presidiu no biênio 2019–2020. Cabo Verde é a sede mundial do Instituto Internacional da Língua Portuguesa, vinculado à CPLP. Também participa em conferências internacionais sobre questões políticas e económicas. Desde o ano de 2007 que Cabo Verde tem um estatuto de parceria especial com a União Europeia, no âmbito do Acordo de Cotonou, e poderá vir a solicitar adesão especial, até porque o escudo cabo-verdiano se encontra indexado ao euro.

## Divisão administrativa

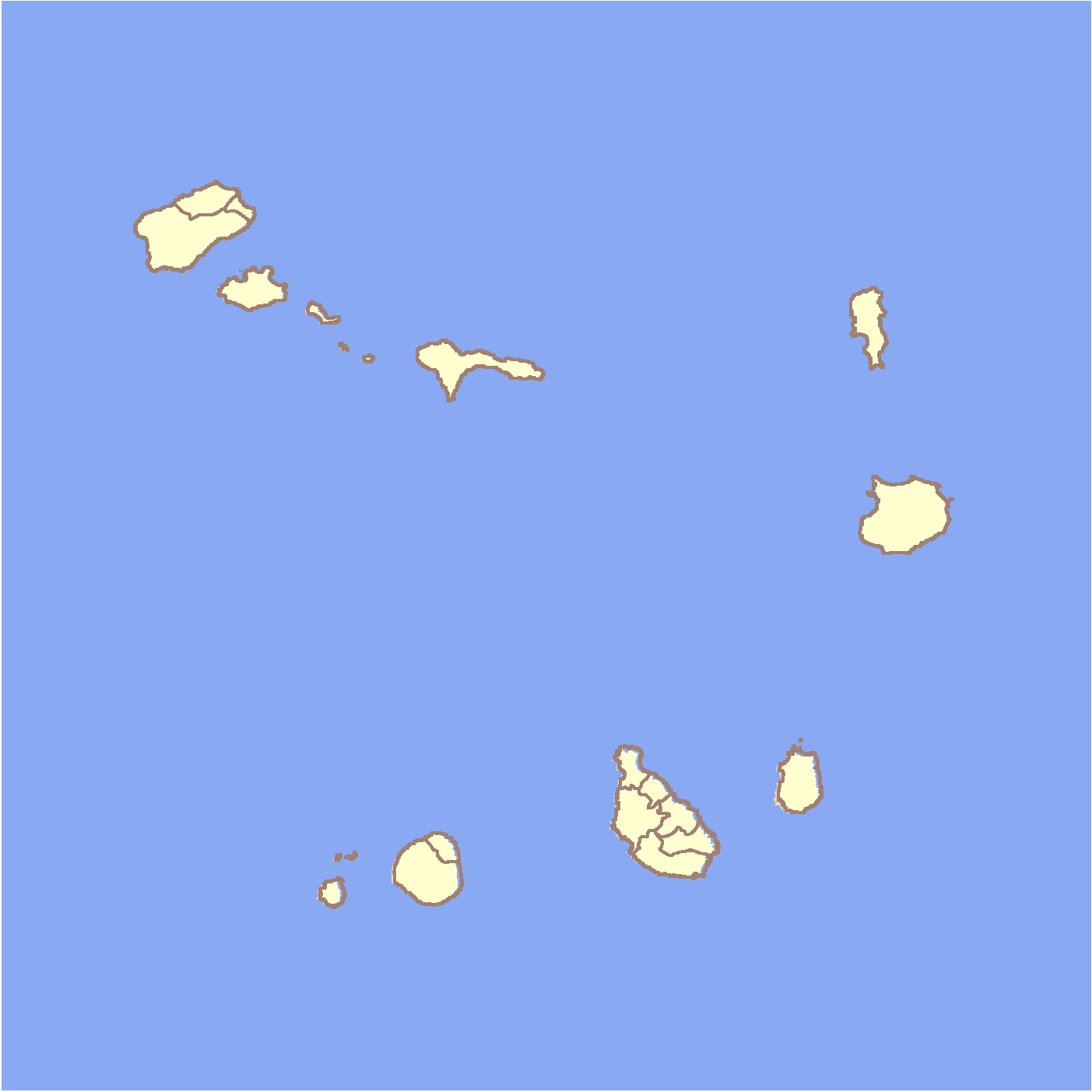
Divisões de Cabo Verde.

A capital de Cabo Verde é a cidade da Praia na Ilha de Santiago que, juntamente com o Mindelo, na Ilha de São Vicente, são as duas cidades principais do País. Até 2005, Cabo Verde contava com dezessete concelhos. No primeiro semestre de 2005, foi aprovada pela Assembleia Nacional cabo-verdiana a constituição de cinco novos concelhos, resultando nos actuais 22 concelhos, distribuídos pelas 9 ilhas habitadas do arquipélago:
Ilha da Boa Vista
- Boa Vista

Ilha Brava
- Brava

Ilha do Maio
- Maio

Ilha do Sal
- Sal

Ilha de São Nicolau
- Concelho da Ribeira Brava
- Tarrafal de São Nicolau

Ilha do Fogo
- Mosteiros
- São Filipe
- Santa Catarina do Fogo

Ilha de Santo Antão
- Paul
- Porto Novo
- Ribeira Grande

Ilha de Santiago
- Praia
- Santa Catarina,
- Santa Cruz
- São Domingos
- São Miguel
- Tarrafal
- Ribeira Grande de Santiago
- São Lourenço dos Órgãos
- São Salvador do Mundo

Ilha de São Vicente
- São Vicente
- Mindelo

## Economia
Cabo Verde é um estado arquipélago com uma economia subdesenvolvida e que sofre com uma carência de alternativa de recursos e com o crescimento populacional. Os principais meios económicos são a agricultura, a riqueza marinha do arquipélago, a prestação de serviços (que corresponde a 80% do produto interno bruto) e, mais recentemente, o turismo (que tem ganhado crescente relevância). As principais ilhas turísticas são a Ilha do Sal e a Ilha da Boa Vista.
A agricultura sofre com os constantes períodos de seca e carece de uma melhor infraestrutura e modernização das técnicas agrícolas; os investimentos que atenderiam a essa necessidade adviriam de uma melhor educação dos cultivadores e da organização de um mercado de consumo dos produtos. Os produtos desta agricultura de sequeiro, com base na associação tradicional do milho e dos feijoeiros anuais, destinam-se basicamente ao mercado interno cabo-verdiano (embora não suficientes para atender à procura, sendo indispensável importação maciça de alimentos). Também têm se introduzido novas culturas de produtos e plantas como legumes, frutas e hortaliças para a distribuição interna no mercado. Os principais produtos exportados são o café, a banana e a cana-de-açúcar, que possuem mercados restritos e limitados.[carece de fontes?]
No setor de pescas, vem sendo implantada a modernização dos meios artesanais e métodos tradicionais para melhor aproveitamento desses recursos. Isso vem sendo feito através do apoio de organismos especializados, porém a rentabilidade da pesca exige a industrialização do pescado e a organização dos mercados para que seja escoada a produção.[carece de fontes?]
Portugal tem fortemente cooperado e ajudado Cabo Verde a nível económico e social, o que resultou na indexação de sua moeda, o escudo cabo-verdiano, ao euro, e no crescimento de sua economia interna. O ex-primeiro-ministro de Portugal e presidente da Comissão Europeia no segundo semestre de 2004, José Durão Barroso, prometeu integrar Cabo Verde à área de influência da União Europeia, através de maior cooperação com Portugal.[carece de fontes?]
A economia cabo-verdiana desenvolveu-se significativamente desde o final da década de 2000. Nos dias atuais, essa transformação é sustentada por um vasto programa de infraestrutura por parte do governo em domínios vitais como os transportes terrestres, os transportes marítimos, os transportes aéreos e as comunicações, entre outros.
O país tem muitos emigrantes espalhados pelo mundo (com especial foco para Estados Unidos e Portugal), que contribuem com remessas financeiras significativas para o seu país de origem.
Em 2007, Cabo Verde aderiu à Organização Mundial do Comércio (OMC) e, em 2008, o país deixou a classificação de "subdesenvolvido" para de renda média.
A ilha de Santiago é a que mais contribui para o PIB nacional com um peso de 52,3% em 2002 e de 53,2% em 2012, a seguir a ilha de São Vicente com 16,1% (2002) e de 15,2% (2012) e o Sal com 12,8 (2002) e 10,8% (2012). Em igual período, as ilhas que menos contribuíram para o PIB foram São Nicolau com 2,2% e 2,1%, o Maio com 1,3% e 1,2% e a Brava com 1,0% para 0,8%. A ilha da Boa Vista cresceu consideravelmente nas contribuições, passando de 2,5 para 5,2%. A ilha do Fogo manteve a sua posição com 5,2% e a ilha de Santo Antão com 6,7% em 2002 e 6,2% em 2012. Só o concelho da Praia tem um peso de 39%, e os demais concelhos de Santiago tiveram um peso de 14% no ano de 2012 sob o PIB nacional.

### Turismo

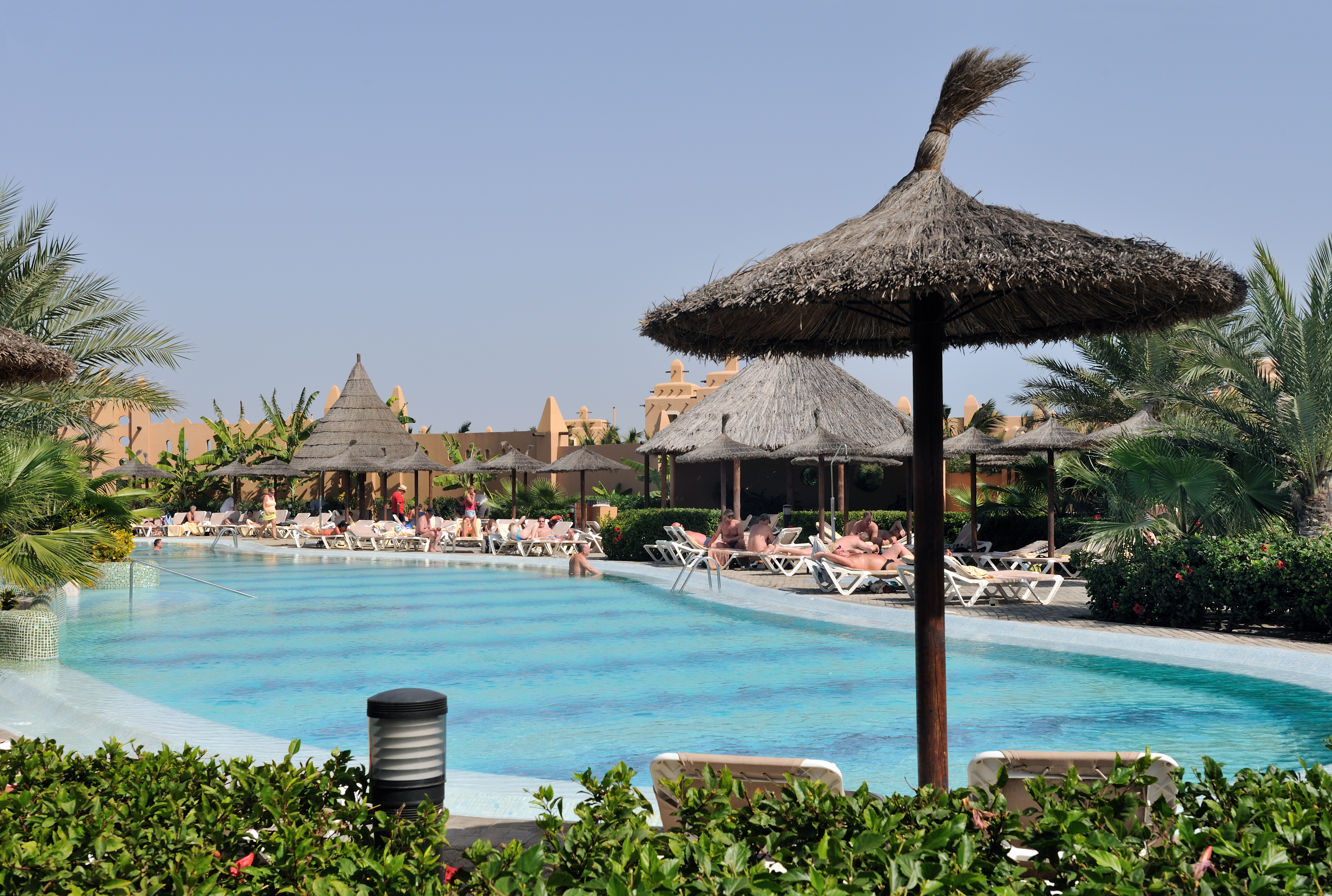
Resort em Sal.

A localização estratégica de Cabo Verde, no cruzamento das vias aéreas e marítimas no meio do Atlântico, tem sido reforçada por melhorias significativas no porto do Mindelo (Porto Grande) e nos aeroportos internacionais do Sal e de Praia. Um novo aeroporto internacional foi inaugurado em Boa Vista em dezembro de 2007 e outro na ilha de São Vicente (Aeroporto de São Pedro) foi inaugurado no final de 2009. As instalações de reparação naval em Mindelo foram abertas em 1983.[carece de fontes?]
Os principais portos são Mindelo e Praia, mas todas as outras ilhas têm instalações portuárias menores. Além do aeroporto internacional do Sal, aeroportos chegaram a ser construídos em todas as ilhas habitadas. Todos, exceto os aeroportos na Brava e em Santo Antão, gozam de serviço aéreo regular. O arquipélago tem 3 050 km de estradas, dos quais 1 010 km são pavimentados, sendo a maioria calcetadas.
As perspectivas económicas futuras do país dependem fortemente da manutenção dos fluxos de ajuda e cooperação estrangeira, do incentivo ao turismo, remessas do exterior, terceirização de trabalho para países africanos vizinhos e o impulso do programa de desenvolvimento do governo.

## Infraestrutura

### Saúde

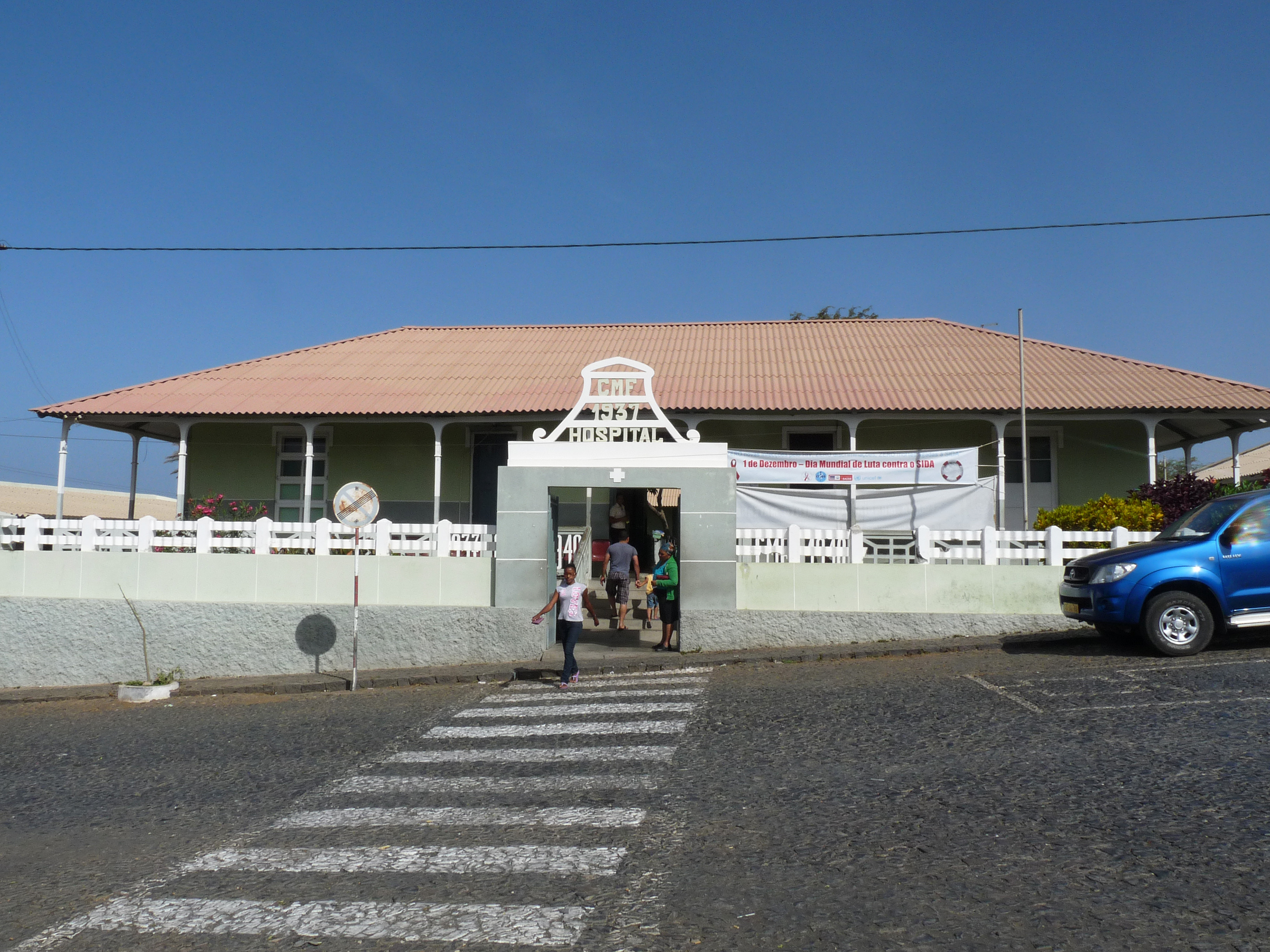
Hospital em São Filipe, Ilha do Fogo.

A taxa de mortalidade infantil em Cabo Verde é de 18,5 por 1 000 nascidos vivos, enquanto a taxa de mortalidade materna é de 53,7 mortes por 100 000 nascidos vivos. A taxa de prevalência da SIDA é baixa: há cerca de 1 000 pacientes com HIV/SIDA no país, com pouco mais de metade dos quais em Praia, de acordo com um relatório das Nações Unidas. Com uma expectativa de vida de 75 anos, Cabo Verde (junto com Tunísia e Líbia) tem a maior expectativa de vida em toda a África; 71 anos para os homens e 79 anos para mulheres em 2012, de acordo com o Banco Mundial e a UNICEF. Há seis hospitais regionais em cinco ilhas (Santiago (2), São Vicente, Santo Antão, Fogo e Sal). Há centros de saúde, centros de saneamento e uma variedade de clínicas privadas localizadas em todo o arquipélago.[carece de fontes?]
A população de Cabo Verde é uma das mais saudáveis em África. Desde a sua independência, o país tem melhorado muito os seus indicadores de saúde. Além de ter sido promovido ao grupo de países de "desenvolvimento médio" em 2007, deixando a categoria países menos desenvolvidos (sendo apenas a segunda vez que isso aconteceu a um país.) Cabo Verde é atualmente o nono país africano mais bem classificado no Índice de Desenvolvimento Humano (IDH).

### Educação

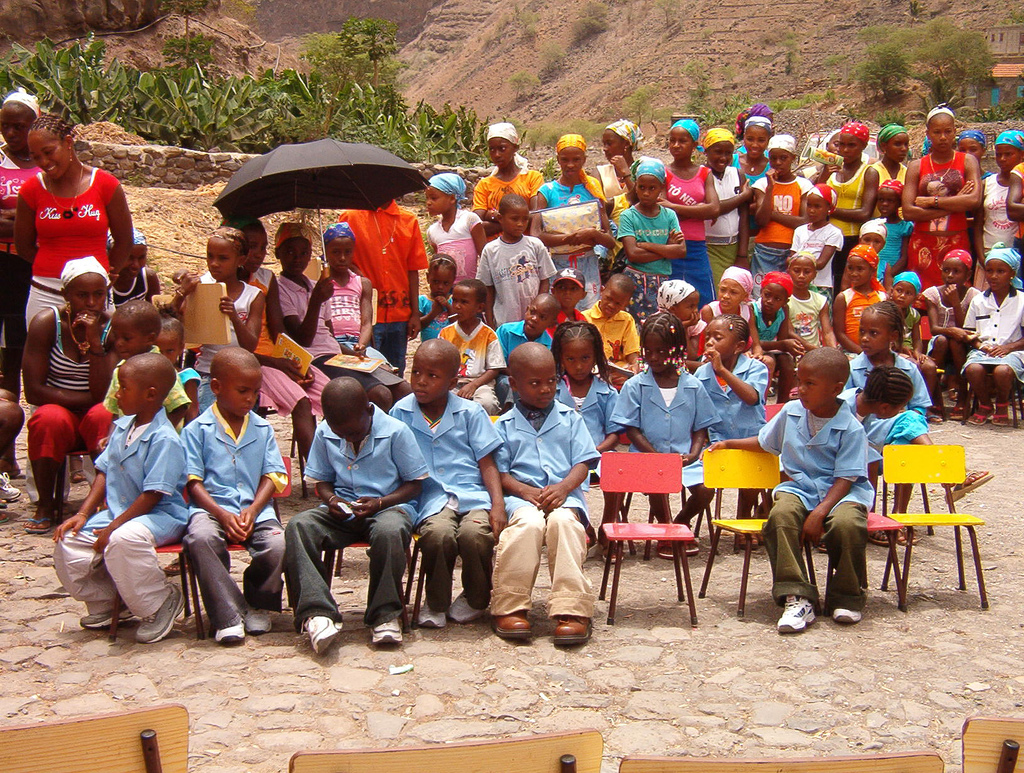
Graduação do jardim de infância na ilha de Santiago.

Embora o sistema educativo cabo-verdiano seja semelhante ao sistema português, ao longo dos anos as universidades locais têm cada vez mais passado a adotar o sistema educacional estadunidense; por exemplo, todas as dez universidades no país oferecem programas de bacharelato de 4 anos, em vez de programas de graduação de 5 anos como em Portugal. O país tem o segundo melhor sistema educacional na África, depois da África do Sul.[carece de fontes?] O ensino primário em Cabo Verde é obrigatório e gratuito para as crianças com idades entre 6 e 14 anos.
Em 2011, a taxa de escolarização líquida no ensino primário foi de 85%. Cerca de 90% do total população com mais de 15 anos de idade é alfabetizada e cerca de 25% da população tem um diploma universitário; 250 desses recém-formados têm diplomas de doutoramento em diferentes áreas académicas. Livros didáticos foram disponibilizados para 90% das crianças em idade escolar e 98% dos professores participaram de formação de outros professores. Embora a maioria das crianças tenha acesso à educação, alguns problemas permanecem. Por exemplo, o gasto público é insuficiente para material escolar, merenda e livros.
Sua principal instituição de ensino superior é a Universidade de Cabo Verde.

### Transportes

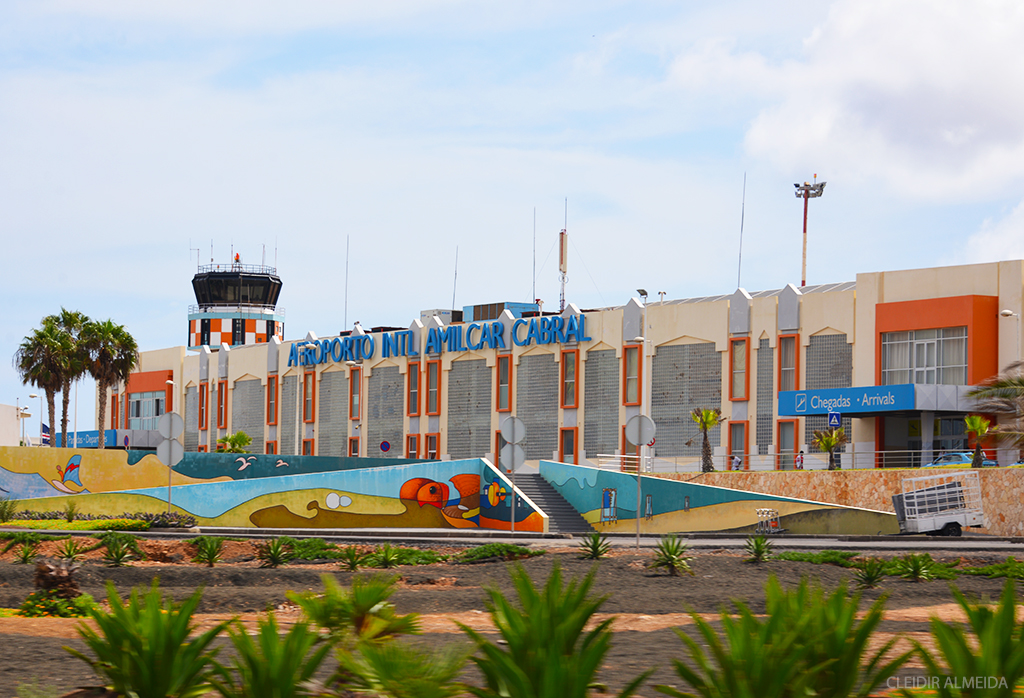
Aeroporto Internacional Amílcar Cabral, na Ilha do Sal.

A maioria dos transportes em Cabo Verde é feito de avião. Existem voos regulares entre as principais ilhas (Santiago, Sal e São Vicente), com voos menos frequentes para as outras ilhas. O transporte de barcos também está disponível, embora não seja amplamente utilizado. Nas principais cidades, o transporte público por autocarro é periódico e táxis são comuns. Os principais aeroportos do país são o Aeroporto Internacional Amílcar Cabral, na Ilha do Sal; o Aeroporto Internacional Nelson Mandela, na Ilha de Santiago; o Aeroporto Internacional Aristides Pereira, na Ilha da Boa Vista; e o Aeroporto de São Pedro, na Ilha de São Vicente.
A maioria das estradas cabo-verdianas são pavimentadas e cortadas através do basalto local. Com ajuda internacional, muitas estradas foram asfaltadas, como a rodovia entre Praia-Tarrafal e Praia-Cidade Velha.
Mindelo, na Ilha de São Vicente, é o principal porto de cruzeiros e o terminal para o serviço de ferryboats para Santo Antão. Praia, na Ilha de Santiago, é um centro principal para serviços de ferryboats para outras ilhas. Palmeira, na Ilha do Sal, fornece combustível para o principal aeroporto da ilha, o Aeroporto Internacional Amílcar Cabral, e é importante para a construção de hotéis na ilha. Porto Novo, em Santo Antão, é a única fonte de importação e exportação de produtos da ilha, bem como o tráfego de passageiros, desde o encerramento da pista de pouso em Ponta do Sol. Existem portos menores espalhados pelo país.

## Cultura
Em todos os seus aspectos, a cultura de Cabo Verde caracteriza-se por uma miscigenação de elementos europeus e africanos. Não se trata de um somatório de duas culturas, convivendo lado a lado, mas sim, um terceiro produto, totalmente novo, resultante de um intercâmbio que começou há quinhentos anos.[carece de fontes?]
O caso cabo-verdiano pode ser situado no contexto comum das nações africanas, no qual as elites, que questionaram a superioridade racial e cultural europeia e que, em alguns casos, empreenderam uma longa luta armada contra o imperialismo europeu e pela libertação nacional, utilizam hoje o domínio dos códigos ocidentais como principal instrumento de dominação interna.

### Música

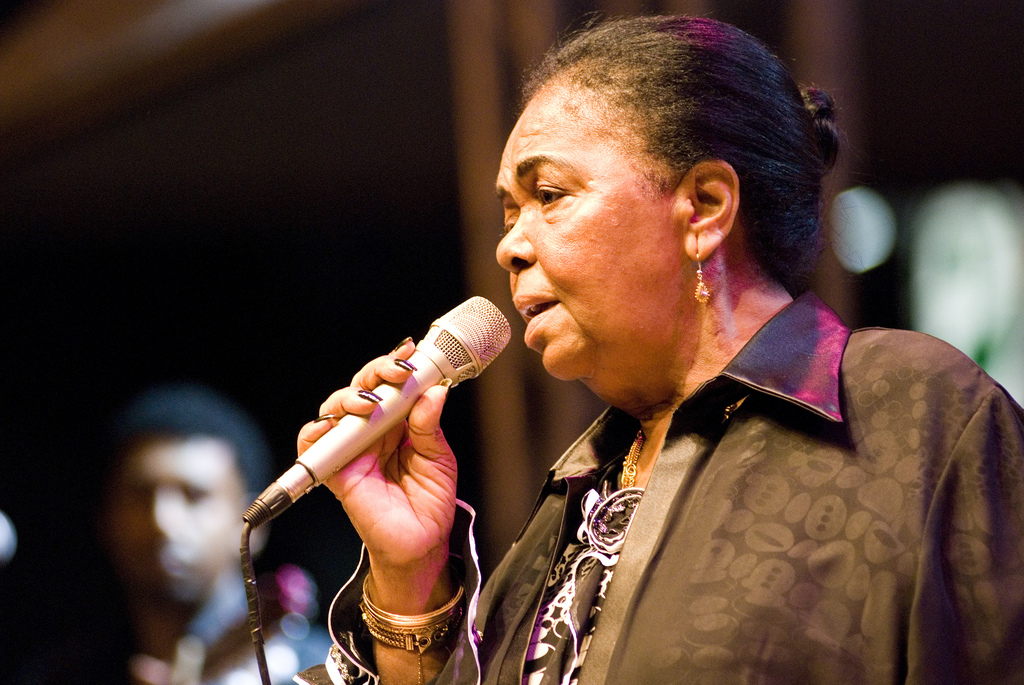
Cesária Évora.

O povo cabo-verdiano é conhecido por sua musicalidade, bem expressa por manifestações populares como o Carnaval de Mindelo, cuja importância faz com que a cidade seja conhecida nos dias dos festejos momescos como "Brazilim" (ou "pequeno Brasil"). Na música, há diversos géneros musicais próprios, dos quais se destacam a morna, o funaná, a coladeira e o batuque. Cesária Évora foi a cantora cabo-verdiana mais conhecida no mundo, conhecida como a "diva dos pés descalços", pois assim gostava de se apresentar no palco. O sucesso internacional de Cesária Évora fez com que outros artistas cabo-verdianos, ou descendentes de cabo-verdianos nascidos em Portugal, ganhassem maior espaço no mercado musical.[carece de fontes?] Exemplos disso são as cantoras Sara Tavares, Lura e Mayra Andrade.
Bana, um dos primeiros a internacionalizar a música cabo-verdiana, começou a sua carreira quando Cabo Verde era ainda um território português, enquanto trabalhava como guarda-costas e moço de recados do compositor e intérprete B. Leza. Juntando-se ao coro dos diferentes cantores que contavam e cantavam as mornas, os amadores dos violões, das violas e dos cavaquinhos apercebem-se rapidamente da voz invulgar, "admitindo-o" entre os grandes de então.
Outro grande expoente da música tradicional de Cabo Verde foi Antonio Vicente Lopes, mais conhecido como Travadinha e Ildo Lobo, falecido em 2004. A Casa da Cultura, no centro da cidade da Praia é chamada de Casa da Cultura Ildo Lobo, em sua homenagem.[carece de fontes?]

### Cinema
O documentário chamado Tchindas (2015), que aborda os preparativos para o Carnaval de Cabo Verde, foi exibido no festival de cinema Outfest de Los Angeles em 2015, onde recebeu o Grande Prémio do Júri.

### Culinária

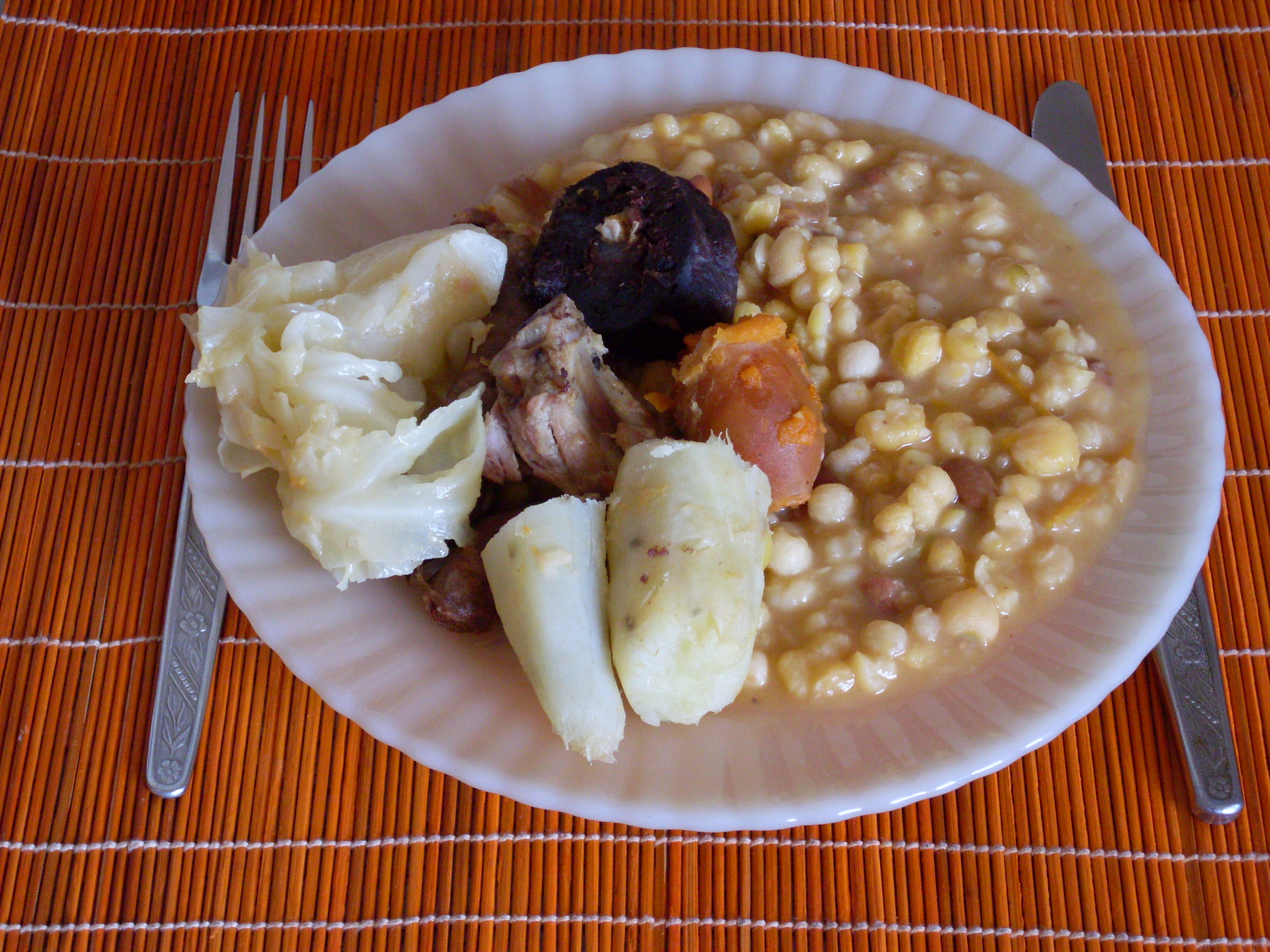
Cachupa, prato típico do país.

A dieta de Cabo Verde é principalmente baseada em peixes e alimentos básicos como o milho e o arroz. Os vegetais disponíveis durante a maior parte do ano são batatas, cebolas, tomates, mandioca, repolho, couves e feijões secos. Frutas como bananas e papaias estão disponíveis durante todo o ano, enquanto outras, como mangas e abacates, são sazonais.
Um prato popular servido em Cabo Verde é a cachupa, um cozido de milho, feijão e peixe ou carne. Um aperitivo comum é o pastel, geralmente recheado com carne ou peixe.

### Desportos
A formação desportiva mais bem sucedida do país é a Seleção Cabo-Verdiana de Basquetebol, que ganhou a medalha de bronze no Afrobasket de 2007 da FIBA, depois de vencer o Egito em seu último jogo. O jogador mais conhecido do país é Walter Tavares, que teve passagem pela NBA e hoje joga pelo Real Madrid da Espanha.[carece de fontes?]
Cabo Verde é famoso pelo windsurf e kiteboarding. Actualmente é realizada anualmente uma das etapas da GKA Kite-Surf World Cup na ilha do Sal. Mitu Monteiro é um dos kitesurfers cabo-verdianos mais conhecidos, tendo ganho o campeonato do mundo em 2008 na disciplina de ondas.
A equipa de futebol nacional de Cabo Verde, apelidada de "Tubarões Azuis" ou "Crioulos", é a Seleção Cabo-Verdiana de Futebol e é controlada pela Federação Cabo-Verdiana de Futebol. A equipa jogou no Campeonato Africano das Nações em 2013 e 2015.
O país competiu em todos os Jogos Olímpicos de Verão desde 1996.

### Feriados
| Data           | Nome em português                               | Observações                            |
| -------------- | ----------------------------------------------- | -------------------------------------- |
| 1 de Janeiro   | Ano Novo                                        |                                        |
| 13 de Janeiro  | Dia da Democracia                               |                                        |
| 20 de Janeiro  | Dia dos Heróis Nacionais                        | Aniversário da morte de Amílcar Cabral |
| variável       | Terça-feira de Carnaval                         | Festa móvel                            |
| variável       | Quarta-feira de Cinzas                          | Festa móvel                            |
| variável       | Sexta-feira Santa, Paixão de Cristo             | Festa móvel                            |
| 1 de Maio      | Dia do Trabalhador                              |                                        |
| 19 de Maio     | Dia do Município da Praia                       | Feriado somente na capital, Praia      |
| 1 de Junho     | Dia Internacional da Criança                    | Antigo feriado, restabelecido em 2005  |
| 5 de Julho     | Dia da Independência                            |                                        |
| 15 de Agosto   | Dia da Padroeira Nacional (N.ª Sr.ª das Graças) | Dia do Município da Praia              |
| 1 de Novembro  | Dia de Todos os Santos                          |                                        |
| 25 de Dezembro | Natal                                           |                                        |

### Bibliográficas
- J.Pim, C. Pierce;  et al. (5 de maio de 2008). «Crustal structure and origin of the Cape Verde Rise» (PDF). Elesiever. Earth and Planetary Science Letters (272): 422–428. Consultado em 1 de setembro de 2010. Arquivado do original (PDF) em 6 de janeiro de 2011
- Carling, Jorgen;  et al. (2004). «Emigration, Return and Development in Cape Verde: The Impact of Closing Borders» (PDF). John Wiley & Sons, Ltd. Population, Space and Place. 55 (10): 113–132. ISSN 0021-9762. PMID 10100838. doi:10.1002/(SICI)1097-4679(199901)55:1<117::AID-JCLP12>3.0.CO;2-A. Consultado em 29 de setembro de 2014. Arquivado do original (PDF) em 30 de julho de 2012
- Ramalho, R.;  et al. (2010). «Tracers of Uplift and Subsidence in the Cape Verde Archipelago» (PDF). Londres: Geological Society of London. Journal of the Geological Society. 167 (3): 519–538. doi:10.1144/0016-76492009-056. Consultado em 29 de setembro de 2014. Arquivado do original (PDF) em 14 de março de 2012